# Apioporthe vepris
Apioporthe vepris är en svampart som först beskrevs av Delacr., och fick sitt nu gällande namn av Lewis Edgar Wehmeyer 1933. Apioporthe vepris ingår i släktet Apioporthe och familjen Valsaceae.   Inga underarter finns listade i Catalogue of Life.